# Coenosia subflaviseta
Coenosia subflaviseta este o specie de muște din genul Coenosia, familia Muscidae, descrisă de Xue și Xiaolong Cui în anul 2001.
Este endemică în Xinjiang. Conform Catalogue of Life specia Coenosia subflaviseta nu are subspecii cunoscute.